# Nguyễn Hữu Tuệ
Nguyễn Hữu Tuệ (1871-1938), tên thường gọi là Lý Tuệ, là người tham gia tích cực trong các hoạt động xuất dương của phong trào Đông Du và hội Duy Tân. Những đóng góp của ông trong các phong trào yêu nước này nhiều lần được ghi lại trong tác phẩm của các chí sĩ nổi tiếng như Phan Bội Châu, Phan Châu Trinh.

## Thân thế và sự nghiệp

### Xuất thân
Nguyễn Hữu Tuệ sinh năm 1871 tại làng Gia Viên (nay thuộc huyện An Dương, thành phố Hải Phòng), trong một gia đình nhà nho. Tuy nhiên, trong suốt quãng đời tham gia hoạt động trong các phong trào yêu nước sau này, ông thường được các bằng hữu gọi tên là Lý Tuệ. Khi trưởng thành, gia đình gặp vận hạn, Nguyễn Hữu Tuệ phải đi làm thuê trong bến Sáu Kho (nay là Cảng Hải Phòng) để kiếm sống. Sau đó, ông xin làm nghề bồi bếp trên tàu biển (di chuyển qua lại chủ yếu giữa miền Bắc Việt Nam và miền Nam Trung Quốc).

### Những đóng góp thầm lặng
Là một đầu bếp, nhưng xuất thân trong một gia đình nhà nho, ở một làng khoa bảng ông sớm nhận thức và chịu ảnh hưởng sâu sắc của phong trào yêu nước theo hệ tư tưởng mới. Ông đã chủ động hòa nhập vào làn sóng đó bằng việc tham gia góp sức cho phong trào Đông Du và hội Duy Tân.
Trong Tự phán, cuộc gặp gỡ với Nguyễn Hữu Tuệ (Lý Tuệ) lần đầu tiên đã được nhà chí sĩ Phan Bội Châu ghi lại trong lần xuất dương đầu tiên của ông cùng với Tăng Bạt Hổ và Đặng Tử Kính vào tháng Giêng, năm Ất Tị (1905): "Lúc đó, chủ thuyền toan đi Hương Cảng buôn, chúng tôi bèn đi thuyền của chủ ấy, ngồi tàu buồm đến Bắc Hải, trót sáu ngày, đổi sang ngồi tàu lửa Tây đến Hương Cảng. Chiếc tàu ấy là Ái Vu. Trong lúc vô ý được một người bạn rất tốt tên là Lý Tuệ... Thượng tuần tháng hai, tàu tới Hương Cảng, có người khách sạn xuống bán vé. Chúng tôi mua vé Thái Yên khách sạn, mới hẹn với ông Lý Tuệ đến đây nói chuyện... Lại một ngày sau thì ông Lý Tuệ lên tìm chúng tôi ở khách sạn. Trong lúc nói chuyện ông rất hiểu đại nghĩa và rất chán nghề làm bồi dưới tàu. Chúng tôi mới đem chân tình việc đi này cáo với ông. Ông cảm động một cách lạ thường, xin hết sức giúp tân đảng, như đưa ngầm tiền bạc, gửi ngầm học sinh, cho đến thư tín ở trong ra, ở ngoài vào, rành một tay ông đảm nhận, trót mấy năm trời không sai suyển tý gì, mà lại tuyệt không nói đến trả ơn trả công. Tấm lòng trung thành càng lâu càng bền chặt. Em ông là ông Lý Tư cũng không kém gì ông."
Phan Bội Châu trong Ngục trung thư đã có những đánh giá về Lý Tuệ (Nguyễn Hữu Tuệ): "...Lý Tuệ là người có gan dạ, mưu mô, thâm hiểu nghĩa lớn. Về sau, ông ta ngầm giúp công việc kia khác cho đảng chúng tôi được nhiều lắm. Lúc này tìm cách đưa tôi xuất dương, ấy là bước đường thứ nhất của ông ta dấn mình vào quốc sự vậy. Thật là một người hăm hở làm việc nghĩa, gặp nạn coi chết như không. Tôi không ngờ lúc mình gió bụi xông pha lại được gặp người như thế."
Lý Tuệ không phải là một tên tuổi gắn liền với những yếu nhân của hội Duy Tân, cũng không là người sáng lập, hay vận động cho phong trào Đông Du. Tuy nhiên, qua Tự phán, ông để lại dấu ấn của mình trong các phong trào này bằng những việc làm thầm lặng, nhưng đóng vai trò hết sức lớn lao. Ông đã đảm nhận việc liên lạc, bảo vệ cho số thanh niên trong nước ra nước ngoài du học với những việc bí mật và đầy nguy hiểm nếu bị chính quyền thực dân và mật thám phát hiện như việc chuyển tiền bạc, giấu du học sinh, chuyển thư tín: "...thư in vài trăm bản, cậy ông Lý Tuệ lén đưa vào trong nước, tôi cũng ủy Đặng Tử Kính vào trong nước hiệp đồng với ông Tăng (Tăng Bạt Hổ) chia đường chạy khắp Nam Bắc, tuyên bố các món văn thư như trên kia đã kể..."
Ông đã trở thành một liên lạc viên đáng tin cậy của phong trào Đông Du: "...Lương Văn Can còn gom góp tiền nhà được 250 đồng, giao cho liên lạc viên Đông Du ở Hải Phòng là Lý Tuệ chuyên sang Quảng Đông để giúp Phan Bội Châu và các đồng chí qua cơn khốn cùng..."
Không chỉ Phan Bội Châu, nhiều nhà yêu nước, nhà cách mạng khi xuất dương cũng đã tìm đến Lý Tuệ như là một chỗ nhờ vả đáng tin cậy vì trong hoàn cảnh lúc bấy giờ "chính phủ Pháp không cho người Việt Nam mình có quyền tự do lai vãng. Phàm ai muốn ra xứ ngoài du lịch hay là buôn bán, nếu không được bảo hộ cho phép thì tất bị buộc tội ngầm thông với nước ngoài, mưu chuyện làm loạn".
Nhà nghiên cứu Huỳnh Lý cho biết: "Phan Châu Trinh đến Hải Phòng tìm những người đã giúp cho Phan Bội Châu xuất dương là Lý Tuệ và Lý Tư và nói thật cho họ. Sau đó ông ăn vận quần áo như công nhân làm dưới tàu và được Lý Tuệ đưa xuống tàu. Đến Quảng Châu Loan, ông suýt bị lộ, phải lên bờ, sau đó lại nhờ Lý Tuệ cải trang thành thương nhân Trung Hoa, xuống tàu tiếp tục đi..."
Trong bài Cảm tưởng nhân ngày kỷ niệm cụ Tây Hồ năm thứ mười một của Phan Bội Châu, có đoạn do chính Phan Châu Trinh kể về hành trình xuất dương với sự giúp đỡ của Lý Tuệ: "May nhờ lão Lý Tuệ làm đầu bếp chiếc hỏa thuyền Ái Vu nhận tôi làm tên bếp phụ. Lão nhốt chặt trong khoang bếp tàu, khách và chủ trong thuyền chả ai biết mặt tôi. Hễ có ai đi gần, thời ngoảnh mặt vào trong bếp than đá một mực đốt than. Trót 12 ngày thuyền mạn về Hải Nam, Quảng Châu Loan, Bắc Hải, lão chẳng cho tôi ló cổ ra ngoài một phút, vì những nơi ấy có quân lính Pháp, mà cũng có thông ký, bồi bếp ta. Tôi đến thấu Hương Cảng thỏi thăm anh em, biết được anh mới về đây, nên vội đi cho gấp nên chẳng kịp thay đồ ăn mặc".
Sự cẩn trọng đầy trách nhiệm của Lý Tuệ trong các hoạt động xuất dương của tổ chức đã được ghi nhận nhiều lần qua lời kể của các chí sĩ. Điều đó cho thấy Lý Tuệ đã đảm nhận một vị trí không thể thiếu trong các hoạt động này. Bên cạnh Lý Tuệ, em trai ông là Lý Tư, cũng đóng góp hết sức tích cực cho phong trào. Cũng chính vì những hành động yêu nước tích cực của mình mà hai ông đã bị chính quyền thực dân bắt giữ, đến lúc bị tra tấn dã man cũng không hề khai báo.

## Ghi nhận
Cảm kích trước nghĩa cử của ông, Phan Bội Châu đã đề tặng những dòng chữ trong ảnh chân dung của Lý Tuệ như sau:
"Nguyễn Hữu Tuệ quân chi chiếu tướng. Quân xu nghĩa nhược khát. Cấp nạn vong tử. Đầu thân quốc sự phàm thập niên. Phan Châu Trinh, Tăng Bạt Hổ, Phan Bội Châu, Cường Để, Nguyễn Thượng Hiền dĩ cập Đông Độ chi thiếu niên giai quân mật tống. Sự tiết bị tù. Kỷ tử nhưng bất cải"
Dịch nghĩa:
"Ông đến với việc nghĩa như người khát nước, gấp rút cứu nạn quên cả cái chết. Dấn thân vào việc nước trong mười năm. Phan Bội Châu, Tăng Bạt Hổ, Phan Châu Trinh, Cường Để, Nguyễn Thượng Hiền cho đến các thiếu niên Đông Độ đều đo ông đưa đón. Việc bại lộ, ông bị tù. Nhiều phen tưởng chết nhưng chí không thay đổi."
Do hậu quả của những trận đòn tra tấn và chế độ khắc nghiệt trong nhà tù, lại thêm tuổi già sức yếu, Lý Tuệ từ trần tại Hải Phòng ngày 26-10-1938 (tức ngày 4-9 Mậu Dần). Lúc đó, Thành ủy Hải Phòng đã chỉ đạo Hội Ái hữu thương thuyền Hải Phòng đứng ra tổ chức lễ tang ông một cách trọng thể. Đám tang trở thành một cuộc diễu hành của quần chúng, gây tiếng vang lớn.
Được tin Nguyễn Hữu Tuệ mất, nhà chí sĩ Phan Bội Châu đang bị chính quyền thực dân Pháp quản thúc tại Huế, đã gửi câu đối viếng ông: 
Sống với giang san, chết với giang san, giữa đám than tro vàng mới quý,
Buồn vì chủng tộc, vui vì chủng tộc, trước hồn thần thánh phách càng linh.
Tên của ông (Nguyễn Hữu Tuệ) được đặt cho một đường phố ở Hải Phòng. Ông cũng được thờ trong đền Tiên Nga, nơi đã in dấu ấn hoạt động vì nghĩa cứu quốc của ông. Phan Bội Châu từng có quan niệm "bình thường hóa anh hùng". Theo quan niệm đó, ngoài những bậc anh hùng phi thường xuất chúng, thì con người, trước hết cần phải "lấy nhiệt thành làm chính", sẵn sàng hành động vì đại nghĩa cũng như vì quyền lợi chung của dân tộc. Xét theo quan điểm này, thì Nguyễn Hữu Tuệ (Lý Tuệ) xứng đáng được coi là một bậc anh hùng. Một người anh hùng thầm lặng đã có những đóng góp lớn lao cho hoạt động của hội Duy Tân và phong trào Đông Du.